# Galleria dell'Accademia
Galleria dell'Accademia (italijansko Galleria dell'Accademia di Firenze) je muzej umetnosti v Firencah v Italiji. Najbolj znan je kot dom Michelangelovega kipa Davida. Hrani tudi druge Michelangelove kipe in veliko zbirko slik florentinskih umetnikov, večinoma iz obdobja 1300-1600, trecento, do pozne renesanse. Je manjši in bolj specializiran kot Uffizi, glavni umetniški muzej v Firencah. Drži se Akademije lepih umetnost (Accademia di Belle Arti) v Firencah, vendar kljub temu ime nima nobene druge povezave z njo.
V letu 2016 je imela 1.461.185 obiskovalcev, zaradi česar je bila drug najbolj obiskan umetniški muzej v Italiji, za Uffizi (2,02 milijona). 

## Zgodovina
Galleria dell'Accademia je leta 1784 ustanovil veliki vojvoda Toskane Pietro Leopoldo.
Leta 2001 je odprla zbirko "Museo degli strumenti musicali". Vključuje glasbene instrumente, ki so jih izdelali Antonio Stradivari, Niccolo Amati in Bartolomeo Cristofori.

## Dela
Galerija od leta 1873 hrani originalni Michelangelov kip Davida. [2] Kip naj bi bil domnevno pripeljan v akademijo zaradi ohranjanja, čeprav so bili vpleteni tudi drugi dejavniki pri prehodu iz prejšnje lokacije na Piazza della Signoria. Prvotni namen je bil ustvariti "Michelangelov muzej" z izvirnimi skulpturami in risbami za praznovanje četrte stoletnice rojstva umetnika. Danes je v galeriji majhna zbirka Michelangelovih del sestavljena iz štirih nedokončanih Zapornikov, namenjenih grobu papeža Julija II. in tudi nedokončanega kipa Sveti Matjaž. Leta 1939 se je pridružila Pietà, ki je bila odkrita v kapeli Barberini v Palestrini, čeprav strokovnjaki zdaj menijo, da je pripis Michelangelu sumljiv.
Druga dela na ogled so slike florentinskih slikarjev iz 13. in 16. stoletja, vključno z deli Paola Uccella, Domenica Ghirlandaija, Sandra Botticellija in Andrea del Sarta in iz visoke renesanse, Giambolognov izvirni, v naravni velikosti, model za Posilstvo Sabink. Poleg številnih slik florentinske gotike je v galeriji tudi zbirka ruskih ikon, ki so jo sestavili veliki vojvode Lotarinški, od katerih je bil Leopold le eden od njih.
- Michelangelov David , 1501-1504
- Notranjost muzeja
- Pietà v Accademiji